# Australska ploča
Australska ploča je jedna od glavnih tektonskih ploča na istočnoj i, uglavnom, južnoj polutci. Izvorno dio drevnog kontinenta Gondwana, Australija je ostala povezana s Indijom i Antarktikom do otprilike 100 prije milijun godina kada se Indija odvojila i počela kretati prema sjeveru. Australija i Antarktika počeli su se razdvajati 85 prije milijun godina, a potpuno su se odvojili prije otprilike 45 milijun godina. Australska ploča se kasnije stopila sa susjednom Indijskom pločom ispod Indijskog oceana da bi stvorila jedinstvenu Indo-australsku ploču. Međutim, nedavna istraživanja sugeriraju da su se dvije ploče ponovno razdvojile i da su odvojene već najmanje 3 milijuna godina, a vjerojatno i duže. Australska ploča sadrži kontinent Australiju, uključujući i Tasmaniju, kao i dijelove Nove Gvineje, Novog Zelanda, te bazena Indijskog oceana.

## Geografija
Sjeveroistočna strana je složena, ali općenito konvergentna granica s Tihooceanskom pločom. Tihooceanska ploča podvlači se pod Australijsku ploču, koja tvori jarke Kermadec, Tonga, i paralelne otočne lukove Tonge i Kermadeca. Također je podigla istočne dijelove sjevernog otoka Novog Zelanda.
Kontinent Zelandija, koji se od Australije odvojio prije 85 milijuna godina i proteže se od Nove Kaledonije na sjeveru do novozelandskih subantarktičkih otoka na jugu, sada je rastrgan duž transformnog rasjeda obilježene Alpskim rasjedom.
Južno od Novog Zelanda granica postaje prijelazna transformirano-konvergentna granica, zona rasjeda Macquarie, gdje se Australijska ploča počinje podvlačiti ispod Tihooceanske ploče duž jarka Puysegur. Proširujući se jugozapadno od ovog rova nalazi se greben Macquarie.
Južna strana je divergentna granica s Antarktičkom pločom koja se naziva Jugoistočni indijski greben (eng: Southeast Indian Ridge, SEIR).
Granica podvlačenja kroz Indoneziju nije paralelna s biogeografskom Wallaceovom crtom koja dijeli autohtonu faunu Azije od Australasije. Istočni otoci Indonezije uglavnom leže na Euroazijskoj ploči, ali imaju faunu i floru povezanu s Australazijom. Na jugoistoku leži Sundski šelf.

## Porijeklo
Starost taloženja Grupe Mount Barren na južnom rubu kratona Yilgarn i analiza provenijencije cirkona podupiru hipotezu da su sudari između kratona Pilbara - Yilgarn i Yilgarn - Gawler okupili protoaustralijski kontinent prije otprilike 1,696 milijuna godina (Dawson i sur. 2002).